# Christoph Marti
Christoph Marti (* 24. Juli 1965 in Bern), auch bekannt unter seinem Künstlernamen Ursli Pfister, ist ein Schweizer Sänger, Regisseur und Schauspieler.

## Leben
Christoph Marti studierte am Konservatorium für Musik und Theater Bern und ist Mitgründer der Musik-Kabarett-Gruppe Geschwister Pfister. Verpartnert ist er mit Tobias Bonn, der ebenfalls zu den Geschwistern Pfister gehört. Die beiden leben in Berlin.
Für die Berliner Bühne Bar Jeder Vernunft inszenierte er 1994 die Operette Im weißen Rößl sowie 2001 Therapie Zwecklos. Dabei arbeitete er unter anderem mit den Künstlern Otto Sander, Meret Becker, Max Raabe, Andreja Schneider, Gerd Wameling, Stefan Kurt, Ades Zabel und Benjamin Kiss zusammen.
Marti spielte in zahlreichen Musicals, wie Hello, Dolly! in Bern, La Cage aux Folles in München oder Die Csárdásfürstin in Köln, die Hauptrollen. In der Spielzeit 2009/10 wirkte er am Theater St. Gallen im Schweizer Musical Bibi Balù in der Rolle der Emma Weideli-Oggenfuss mit.
Daneben hatte er kleinere Filmrollen, wie in Hinter verschlossenen Türen (1991), Sexy Sadie (1996) oder in dem Kurzfilm Ferkel (1999) von Luc Feit. Im Jahr 2020 wirkte Marti in Rosa von Praunheims Film Operndiven, Operntunten mit, der erstmals auf Arte ausgestrahlt wurde.

## Filmografie
- 1991: Hinter verschlossenen Türen
- 1996: Sexy Sadie
- 1999: Ferkel (Kurzfilm)
- 2003: Mutti – Der Film